# Blaesoxipha stagmomantidis
Blaesoxipha stagmomantidis är en tvåvingeart som beskrevs av Townsend 1919. Blaesoxipha stagmomantidis ingår i släktet Blaesoxipha och familjen köttflugor. Inga underarter finns listade i Catalogue of Life.